# B
A letra B (bê) é a segunda letra do alfabeto latino. No alfabeto cirílico, essa letra equivale ao fonema v latino. É falado "bê" (plural "bês").

## História
O símbolo utilizado para representar a letra B começou, provavelmente, por ser o pictograma da planta térrea de uma casa, presente nos hieróglifos egípcios ou no alfabeto proto-semítico.
| Hieróglifo representando uma casa egípcia | Casa proto-semítica | Beth fenício | Beta grego | B etrusco | B romano |
| Hieróglifo representando uma casa egípcia | Casa proto-semítica | Beth fenício | Beta grego | B etrusco | B romano |

Cerca de 1500 a.C., os fenícios deram à letra um aspecto linear que serviu de base para as formas posteriores, aparecendo tanto com linhas arredondadas como retilíneas. O seu nome deveria aproximar-se ao do beth hebreu.
Quando, na Antiga Grécia, se adotou o alfabeto, mudaram-lhe o nome para beta, inverteram-no e, mais tarde, acrescentaram-lhe outra curva fechada. Nas primeiras inscrições que se conhecem, a letra dispõe-se para a esquerda, mas no alfabeto grego mais tardio, já está virado para a direita, ainda que se mantivessem variações (retilíneas ou curvas) das linhas fechadas.
Os etruscos trouxeram o alfabeto grego para a península itálica, deixando a letra sem alterações de maior. Os romanos, mais tarde, adotaram o alfabeto etrusco para escrever o latim. A letra usada, com curvas fechadas, foi preservada no alfabeto latino, utilizado na escrita de diversas línguas.

## Tipografia
A letra b moderna (minúscula) deriva da época romana mais tardia, quando os escribas começaram a omitir a curva fechada superior da letra maiúscula (B).
| Blackletter B | Uncial B | B em Romano moderno | B em itálico moderno | B em Modern Script |
| B Blackletter | B Uncial | B em Roman moderno  | B em itálico moderno | B em Modern Script |

## Fonética e códigos
B é uma consoante bilabial oclusiva sonora.

## Religião
- B: Acrônimo de Barnabitas, ordem religiosa fundada por Santo Antonio Maria Zaccaria.

## Significados de B
- Commons
- Wikiquote
- Wikcionário

- B: boro (símbolo químico)
- B: notação para o bispo no jogo de xadrez
- B: abreviatura de byte (b é abreviatura de bit)
- B: constante de Brun, aproximadamente 1,902160583104
- B: um dos grupos sanguíneos
- B: (música) nota musical Si na notação inglesa e Si-bemol na notação alemã